# گرفنهاینیشن
شهر گرفنهاینیشندر ایالت زاکسن-آنهالت در کشور آلمان واقع شده‌است.